# Verklärungskirche (Adlershof)
| Verklärungskirche                   | Verklärungskirche              |
| ----------------------------------- | ------------------------------ |
| Vorderansicht der Verklärungskirche |                                |
| Adresse                             | Arndtstraße 11/15 12489 Berlin |
| Konfession                          | evangelisch                    |
| Website                             | evkia.de                       |
| Gebäude                             |                                |
| erbaut                              | 1899–1900                      |
| Einweihung                          | 17. November 1900              |
| Stil                                | Späthistorismus                |

Die evangelische Verklärungskirche im Berliner Ortsteil Adlershof des Bezirks Treptow-Köpenick wurde 1899–1900 nach dem Entwurf von Baurat Heinrich Klutmann durch Robert Leibnitz erbaut. Sie zählt zu den wenigen Kirchenbauten des Späthistorismus, deren ursprüngliche Ausmalung und Innenausstattung nahezu vollständig erhalten sind. Die Malereien wurden 2001 restauriert.

## Geschichte

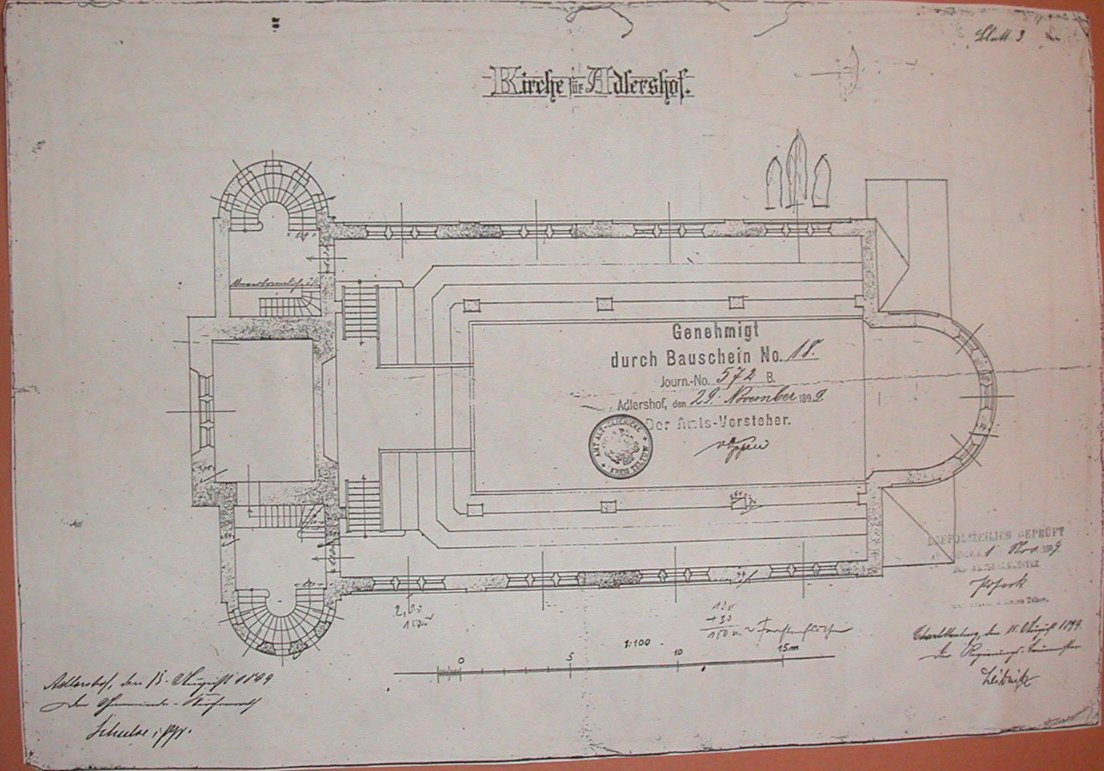
Grundriss der Kirche (Reproduktion eines originalen Plans aus den Hausakten)

Nach der Bildung der Gemeinde Adlershof in den 1880er Jahren verzehnfachte sich die Einwohnerzahl in kaum zehn Jahren. Um zum Gottesdienst nicht mehr nach Köpenick wandern zu müssen, gründete sich 1896 eine eigene evangelische Kirchengemeinde. Die Adlershofer Gemeinde – am Ort lebten hauptsächlich Arbeiter und Kleinhandwerker – besaß jedoch selbst kaum Geld. Ihr kam es deshalb zugute, dass in Preußen der Bau und der Unterhalt von Kirchengebäuden durch den Evangelischen Kirchenbauverein staatlich gefördert wurden. Die Monarchie wollte damit dem Einfluss der SPD auf die Arbeiterschaft entgegenwirken. Kaiserin Auguste Viktoria unterstützte in dieser Zeit fast hundert Kirchenbauten, darunter die Kirche in Adlershof. Ihr Engagement brachte der Kaiserin den spöttischen Beinamen Kirchenjuste ein. Die feierliche Einweihung des Gotteshauses fand am 17. November 1900 in ihrem Beisein und auf dem Platz vor der Kirche statt. Ortsvereine hatten sich hier eingefunden, Schulkinder standen mit ihren Lehrern Spalier und brachten Hochrufe aus.
Aus repräsentativen Erwägungen fiel der Kirchenbau selbst für die damalige Zeit viel zu groß aus – der Kirchturm ist 56 m hoch und das Gestühl bietet Platz für etwa 1000 Besucher.
Nachdem zwei der bronzenen Glocken der Metallspende des deutschen Volkes im Ersten Weltkrieg zum Opfer gefallen waren, entschied sich die Gemeinde nach dem Krieg, die dritte Glocke zu verkaufen, um sich von dem Erlös ein vollständiges Geläut aus Klangstahl leisten zu können. Das Geläut mit drei Glocken, bis 1956 von Hand betrieben, ist in d-Moll abgestimmt (D–F–A).
Bei der Explosion in der Feldmunitionsanstalt 3 bei der Chemischen Fabrik von C. A. F. Kahlbaum am Glienicker Weg am 22. Mai 1917 gingen die meisten der von dem bekannten Berliner Glasmaler Otto Vittali gefertigten Kirchenfenster zu Bruch. Die drei Fenster in der Apsis hatten die Verklärung Christi, nach der die Kirche auf Wunsch Auguste Viktorias benannt worden war, dargestellt. Von den Zerstörungen des Zweiten Weltkriegs blieb die Kirche weitgehend verschont, allerdings wurden wiederum durch eine Explosion die zwischen den Kriegen erneuerten Fenster der Apsis zerstört. Die heutigen Apsisfenster wurden in den 1950er Jahren von einer Zwickauer Firma gefertigt. Sie stellen die drei theologischen Tugenden Glaube, Hoffnung und Liebe, symbolisiert durch Kreuz, Anker und ein Herz in der Lutherrose, dar. Mit Hilfe der Partnergemeinde der Stadtkirche St. Marien in Dortmund konnte die Kirche relativ gut erhalten werden.
Nach der politischen Wende erlaubte das 1000-Dächer-Programm eine Restaurierung des klassischen Schieferdachs. Auch die Innenräume wurden bis 2001 weitgehend restauriert, sodass die Kirche in einem sehr guten Zustand ist.
Aus Anlass der 100-Jahr-Feier der Kirchenweihe im Jahr 2000 hatte der Gemeindekirchenrat Christina Rau, die Frau des damaligen Bundespräsidenten Johannes Rau, zum Festgottesdienst eingeladen. Sie wohnte dem Gottesdienst bei und freute sich zusammen mit den Kirchenbesuchern über den Auftritt des Kirchenkinderchors. Anschließend gab es in der Aula der Alten Schule einen festlichen Empfang.

## Gestaltung

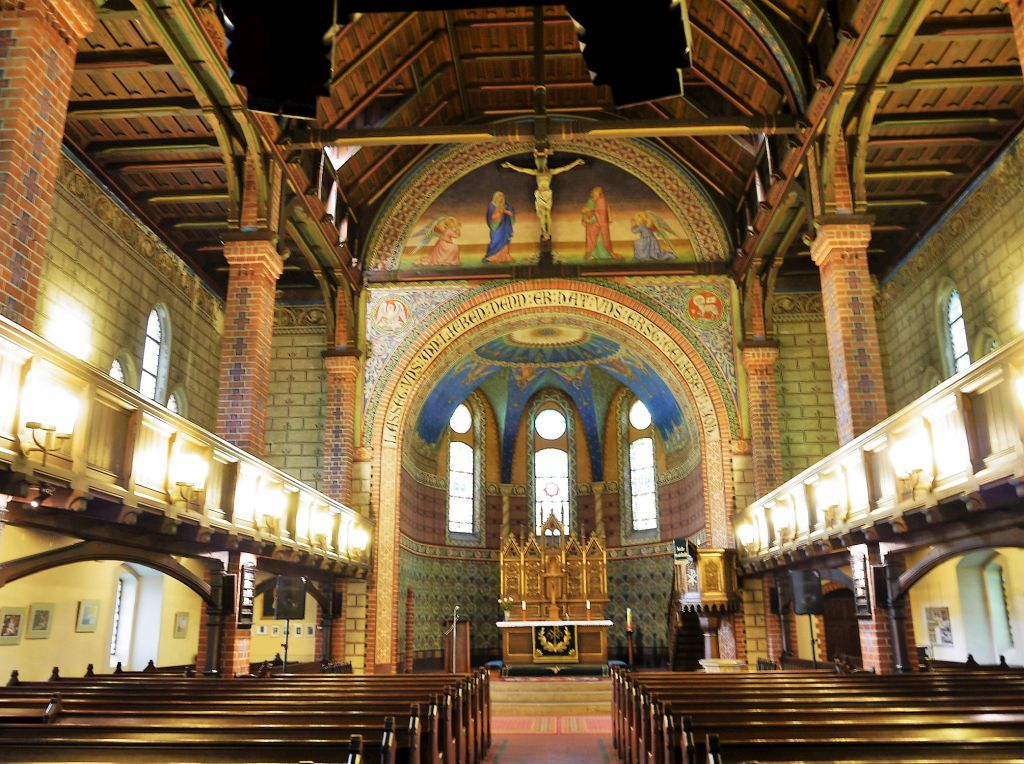
Innenraum, 2014

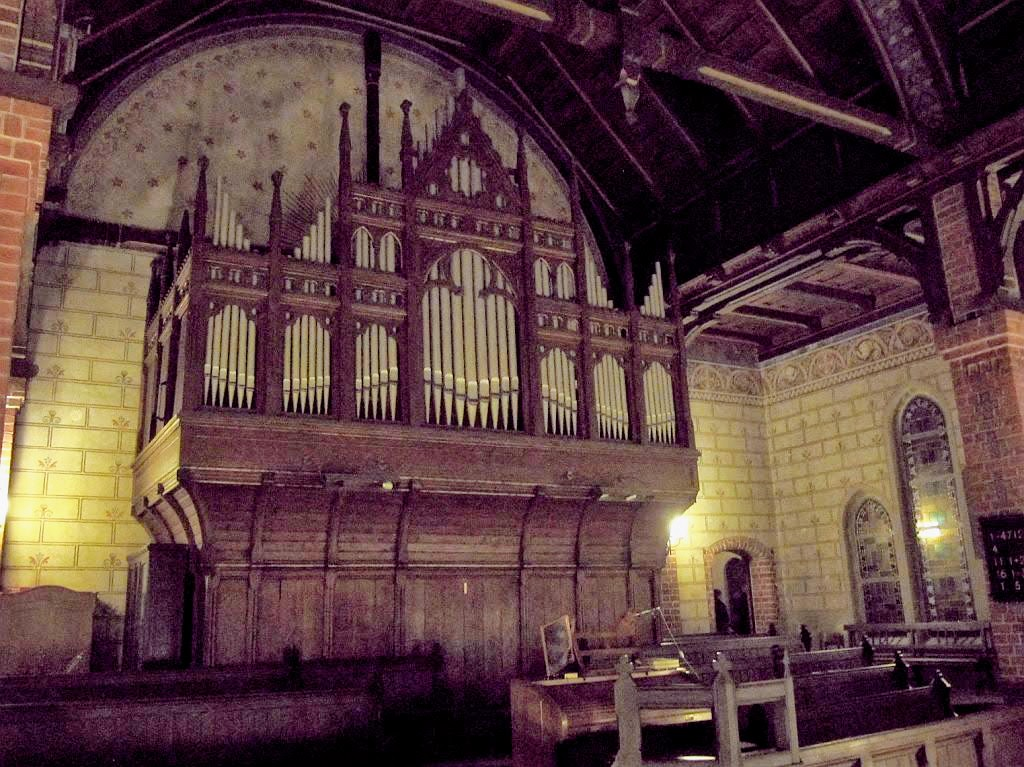
Orgel

Die Kirche ist geprägt von den Vorstellungen Auguste Viktorias, wie sie sich in Merkmalen vieler Kirchen dieser Herkunft niederschlagen. Der Späthistorismus jener Zeit verband verschiedene Einflüsse romanischer und gotischer Baukunst. Die Grundform bildet ein Westriegel mit einem schlanken hohen Kirchturm, in dem sich die Eingänge befinden. Dahinter liegt der dreischiffige Kirchenraum, der in einen halbrunder Altarraum mündet, an den sich rechts und links Nebenräume anschließen. Auf halber Höhe befindet sich eine Galerie, an deren Stirnende unter dem Kirchturm die Orgel eingestellt wurde. Diese wurde 1934 von der Firma Walcker aus Ludwigsburg hinter den Prospekt der Vorgängerorgel der Gebrüder Dinse sowie unter Verwendung alter Substanz erbaut und funktioniert ihrer Erbauungszeit gemäß elektropneumatisch. Ihre 27 Register verteilen sich auf zwei Manuale und Pedal.
Die mit Kaseinfarben ausgeführten Malereien an der Decke der Apsis zeigen Darstellungen von Bethlehem und Jerusalem unter einem Sternenhimmel. Das Zentrum des Himmels bildet eine Sonne mit dem griechischen Monogramm für Jesus Christus. Darunter befinden sich die Symbole des Tierkreises sowie sechs Posaune blasende Engel. Die seitlichen Fenster sind in einfachen Motiven gehalten. Das große Kruzifix am Triumphbogen ist eine klassische Oberammergauer Arbeit. Der Kreuzigungsdarstellung des Johannesevangeliums folgend sind unter dem Kreuz Maria, die Mutter Jesu, sowie Johannes, der Lieblingsjünger Jesu, dargestellt. Außerdem hat der Maler der Kreuzigungsszene zwei Engel hinzugefügt. Der Altar ist ein hölzernes Schnitzwerk mit wenig Prunkbelag, geschaffen von Holzbildhauer Gustav Kuntzsch, Wernigerode. Insgesamt glänzt die Kirche vor allem wegen ihrer Prägung durch märkische Handwerksarbeit jener Zeit, vollständig aus Gestein und Gehölz der märkischen Gegend errichtet.

## Nutzung
Die Kirche wird aktiv von der Evangelischen Kirchengemeinde Berlin-Adlershof genutzt, die zum Kirchenkreis Lichtenberg-Oberspree im Sprengel Berlin der Evangelischen Kirche Berlin-Brandenburg-schlesische Oberlausitz gehört. Das runde Tonnengewölbe, meistenteils aus Holz, erlaubt eine sehr gute Akustik, sodass die mehrmals im Jahr stattfindenden Konzerte gut besucht sind.